# Frauenbataillone (Russland)

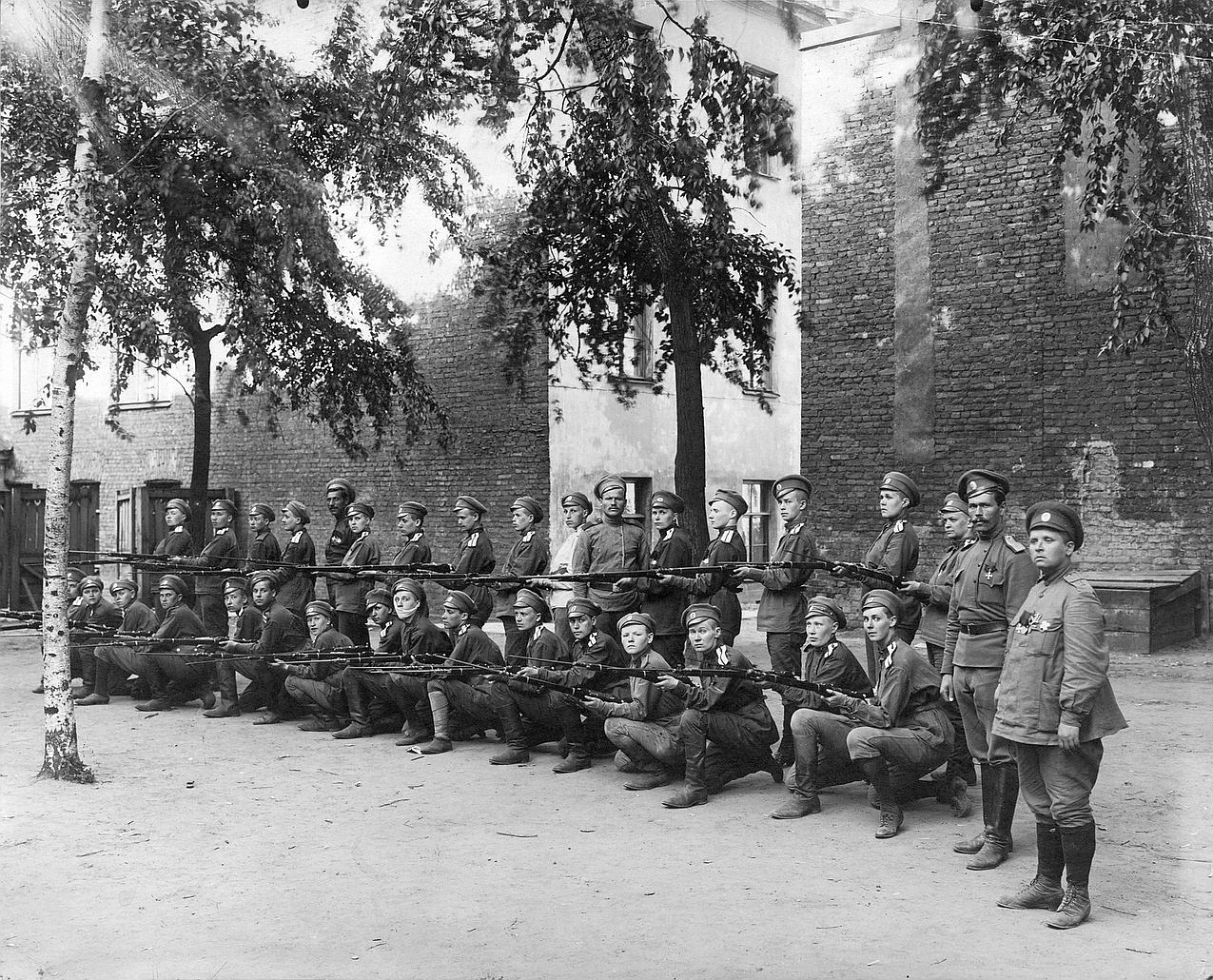
Mitglieder des 1. Russischen Frauenbataillons des Todes mit ihrer Kommandantin Maria Botschkarjowa (ganz rechts) 1917.

Die russischen Frauenbataillone waren ausschließlich aus Frauen gebildete Kampfeinheiten, die nach der Februarrevolution von der Provisorischen Regierung aufgestellt wurden, um in letzter Minute die Masse kriegsmüder Soldaten dazu zu motivieren, den Kampf im Ersten Weltkrieg fortzusetzen.

## Geschichte
Im Frühjahr 1917 genehmigte der russische Kriegs- und Marineminister Alexander Kerenski die Schaffung von 16 nur aus Frauen gebildeten militärischen Einheiten. Vier sollten Infanteriebataillone werden, elf waren als Kommunikationsabteilungen und eine als Marineeinheit vorgesehen. Schon bisher hatten einige Frauen die Genehmigung erhalten, in regulären militärischen Einheiten zu dienen, unter ihnen Maria Botschkarjowa. Als die Kerenski-Offensive geplant wurde, drängten einige von ihnen – nicht zuletzt Botschkarjowa – die Provisorische Regierung, spezielle Frauenbataillone aufzustellen. Diese Frauen und auch hochrangige Mitglieder der russischen Regierung und der Militärverwaltung glaubten, dass weibliche Soldaten erheblichen Propagandawert haben und durch ihr Beispiel die abgekämpften und demoralisierten Männer der russischen Armee ermutigen würden. Auch hofften sie, dass die Anwesenheit von Frauen zögerliche männliche Soldaten beschämen und so dazu bringen würde, ihre Pflichten im Kampf wieder aufzunehmen.

### Liste der Bataillone
- 1. Russisches Frauenbataillon des Todes[4][5]
- 1. Petrograder Frauenbataillon[6]
- 2. Moskauer Frauenbataillon des Todes[7]
- 3. Kubaner Stoßtruppbataillon[8]
- 1. Marine-Frauendetachement[9]
- Minsker getrennte weibliche Gardemiliz[10]
- Saratower weibliches Stoßtruppbataillon[10]
- Kiewer Frauen-Militärdetachement[10]

Im Durcheinander und Chaos entstanden auch einige nicht genehmigte Einheiten, darunter das Frauenbataillon des Todes Mariupol, das Frauenbataillon des Todes Baku, das Frauenbataillon Wjatka, das 1. Detachement freiwilliger weiblicher Scouts, das Frauenbataillon des Todes Simbirsk, das Frauenbataillon des Todes Jekaterinburg, das Ukrainische Frauenbataillon und eine namenlose Einheit, die von der Frauenunion Taschkent organisiert wurde.
Die amerikanische Reporterin Bessie Beatty schätzte die Zahl der Frauen, die im Herbst 1917 in diesen getrenntgeschlechtlichen Einheiten dienten, auf 5.000, doch nur das 1. Russische Frauenbataillon des Todes und das 1. Petrograder Bataillon wurden je an die Front geschickt.

### Schicksal und Nachwirkungen

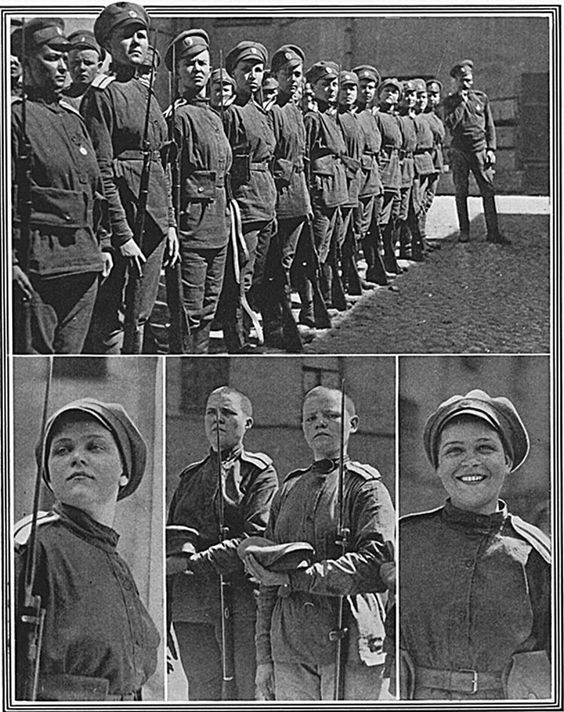
Propagandafoto von Maria Botschkarjowas Bataillon nach ihrem Kampfeinsatz in Galizien, 1917

In der Militärverwaltung gab es keine einhellige Meinung über den möglichen Nutzen weiblicher Soldaten. Zudem litt die Nation unter vielfältigem Mangel. Vor diesem Hintergrund unterstützte die Armee das Projekt nur halbherzig und die weiblichen Einheiten erhielten nur unzureichende Aufmerksamkeit und Unterstützung. Viele in den militärischen Dienststellen warteten ab, wie sich die Frauen im Kampf schlagen und ob sie auf die männlichen Soldaten positiven Einfluss haben würden.
Als es dem 1. Russischen Frauenbataillon des Todes trotz tapferen Einsatzes bei Smorgon nicht gelang, die beabsichtigte Wirkung einer Wiederbelebung der kriegsmüden Elemente der russischen Armee zu erzielen, begann die militärische Führung, den Wert der weiblichen Einheiten insgesamt infrage zu stellen. Vor allem fiel es der Regierung schwer, die Zuteilung dringend benötigter Ressourcen an ein so unzuverlässiges Projekt zu rechtfertigen. Im August 1917 wuchs im militärischen Establishment die Neigung, die Organisation von Frauen zu Kampfzwecken nicht fortzusetzen. Angesichts der Einstellung der offiziellen Unterstützung begann das 2. Moskauer Frauenbataillon des Todes im September zu zerfallen. Kurz vor der Auflösung wurden allerdings noch 500 Freiwillige auf eigenen Wunsch ohne Wissen oder Genehmigung der Militärbehörden an die Front geschickt.
Vor die Entscheidung gestellt, was mit den Fraueneinheiten geschehen sollte, beschloss das Militär zunächst, sie zu Hilfsdiensten abseits der Front wie etwa der Bewachung von Eisenbahnen heranzuziehen, stieß dabei aber auf den Widerstand jener Männer, die bisher diese Aufgaben erfüllt hatten und nun wieder an die Front gehen sollten. Stattdessen beschloss die neue bolschewistische Regierung am 30. November 1917 die offizielle Auflösung aller noch bestehenden weiblichen Formationen. Dennoch blieben Mitglieder des 1. Petrograder und des 3. Kubaner Frauenbataillons bis Anfang 1918 in ihren Lagern. Einige Frauen, die in diesen Einheiten gedient hatten, kämpften auf beiden Seiten im Russischen Bürgerkrieg weiter.

### Zu verwandten Themen
- Marina Yurlova (1934): Cossack Girl. Heliograph. ISBN 1-930658-70-2
- Kati Dadeshkeliani (1934): Princess in Uniform. (A. J. Ashton, Trans.). London: Bell.
- Boris Solonevich (1955): Woman with Rifle. OCLC 1031190378